# Drapeau du Vatican
Le drapeau du Vatican est adopté le 7 juin 1929, l'année durant laquelle le pape Pie XI signe les accords du Latran avec l'Italie et la création du nouvel État de la Cité du Vatican, indépendant et régi par le Saint-Siège. Le drapeau du Vatican est calqué sur les drapeaux antérieurs des États pontificaux.

## Le drapeau
Le drapeau est un carré constitué de deux bandes verticales, jaune du côté de la lance et blanche. La partie blanche est frappée en son centre des clefs de saint Pierre croisées et surmontées de la tiare papale. La clé d'argent est placée en position dextre et croise la clé d'or, en arrière-plan. Les clés sont reliées par un cordon de couleur rouge. Le drapeau est l'un des deux seuls drapeaux nationaux de forme carrée, avec celui de la Suisse.
| Image externe |                                                                         |
|               | Drapeau officiel de la Cité du Vatican sur le site officiel de la Cité. |

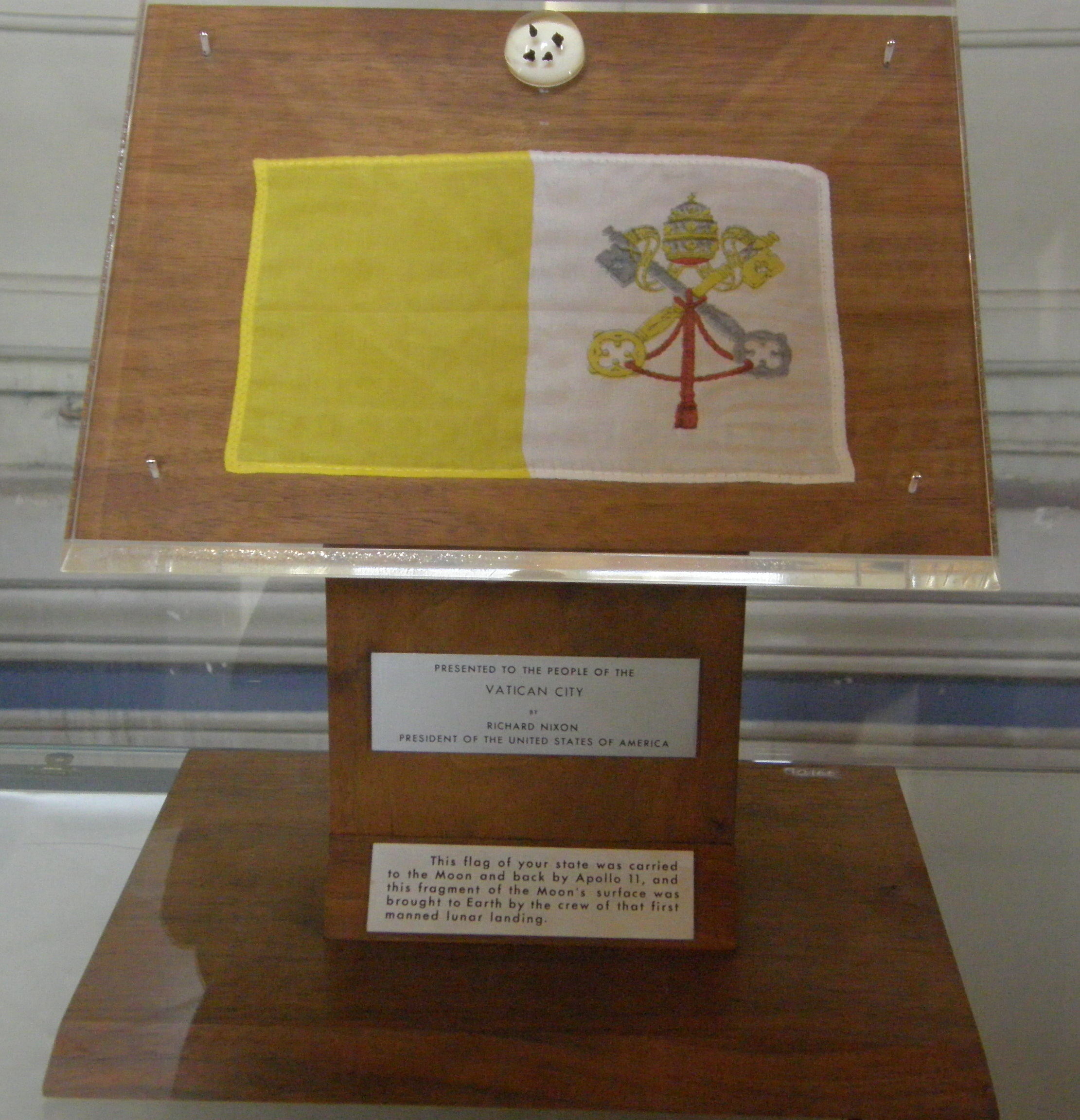
Le drapeau amené sur la lune par Apollo 11, exposé au Musée du Vatican avec de la roche lunaire.

Les armoiries de la Cité du Vatican peuvent se trouver dans la moitié blanche. Le blason se compose de :
- la tiare pontificale, telle qu'elle est utilisée sous le pontificat de Pie XI ;
- les deux clés qui représentent les clefs du Royaume des cieux[2] données par Jésus-Christ à saint Pierre. Les papes sont considérés comme les évêques successeurs de Pierre, Patriarches de Rome et auxquels l'Église Catholique Romaine accorde un primat sur les autres. Les clés d'or et d'argent sont des éléments importants dans le symbolisme de l'État pontifical depuis le XIIIe siècle. L'or représente le pouvoir spirituel, tandis que la clé d'argent représente le pouvoir séculier (sur et dans ce monde).

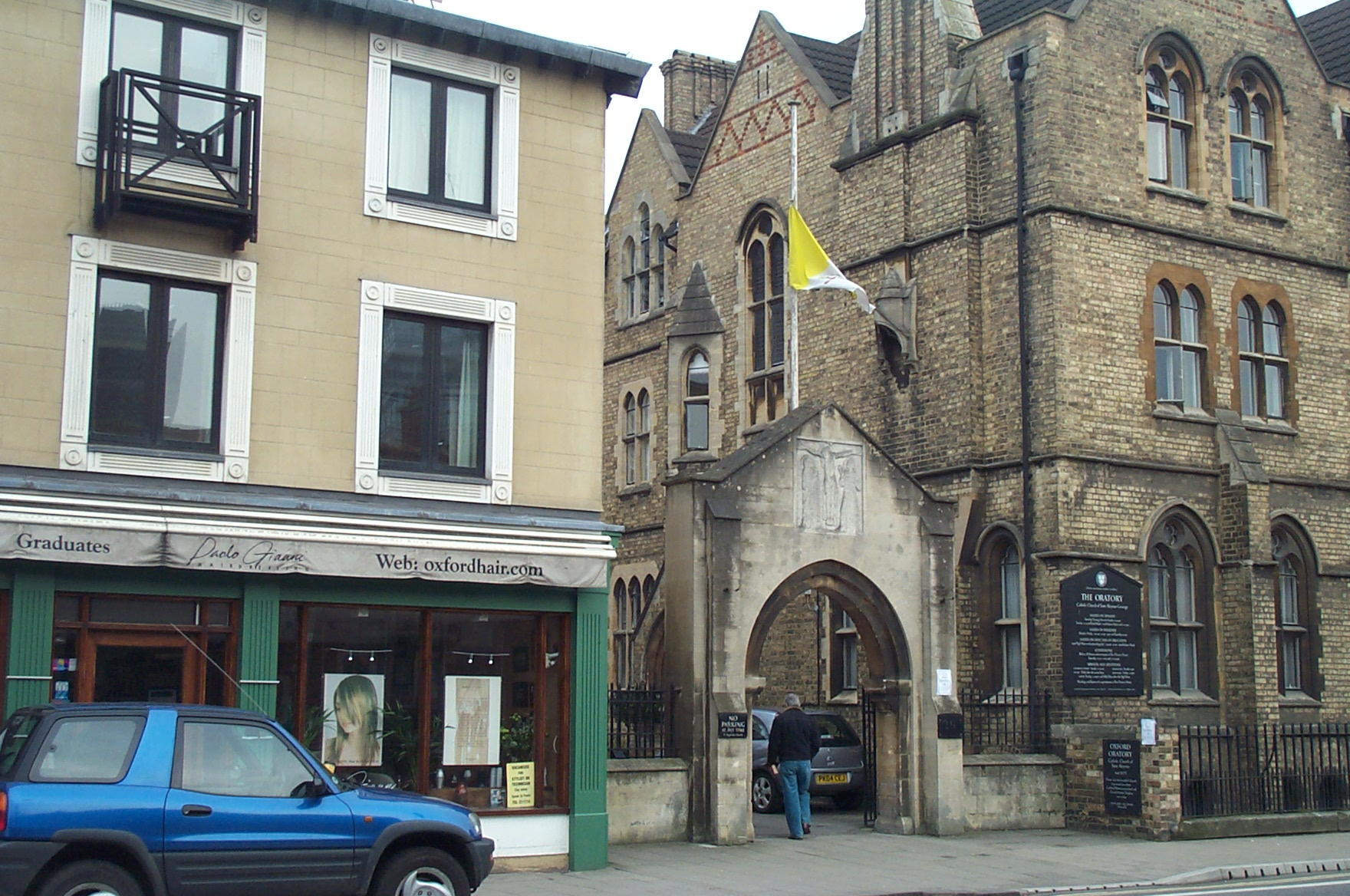
Église St Aloysius Gonzaga à Oxford, avec le drapeau du Vatican en berne, le lendemain de la mort du pape Jean-Paul II.

## Évolution du drapeau des États pontificaux
Le 3 février 1808, sur ordre de l'empereur Napoléon, le général de Miollis occupe les États pontificaux, qui seront annexés le 17 mai de l'année suivante. Durant cet entretemps, une certaine entente courtoise s'instaure entre le pape Pie VII et le général. Passée sous le commandement de celui-ci, la Garde pontificale est maintenue avec son drapeau. Une garde restreinte est tolérée autour du pape, à laquelle celui-ci, usant de tous les stratagèmes pour maintenir l'apparence d'un pouvoir, confère un drapeau distinctif, où l'or remplace le rouge.
Le plus ancien drapeau pontifical date de l'année 1824 et fut hissé comme drapeau de la marine marchande. À ce moment-là, les couleurs sont disposées en diagonale. Il faut attendre le pape Pie IX pour que les couleurs soient disposées en bandes verticales.
En 1848, le « printemps des peuples » embrase l’Europe du congrès de Vienne. Les États pontificaux n'échappent pas à l'embrasement. Après la fuite du pape le 24 novembre 1848, de nuit, du Palais du Quirinal, est apposée sur le champ d'argent une cravate de drapeau aux couleurs de l'Italie (Vert — Blanc — Rouge). Les cravates sont abandonnées à son retour d'exil de Gaète, au profit des armoiries du Vatican.
À la recréation d'un État pontifical sous la forme de la Cité du Vatican le 11 février 1929 par les accords de Latran, le drapeau utilisé par la marine marchande prend définitivement sa forme actuelle et surtout son caractère officiel. Le 8 juin 1929, le drapeau officialisé est hissé pour la première fois.

Drapeau des États pontificaux avant 1808.
Drapeau des États pontificaux (1808-1870).
Drapeau du Vatican entre 1929 et 2001.
Drapeau du Vatican entre 2001 et 2023.

## Fausse version du drapeau

Le drapeau incorrect à la tiare rouge.

En 2017, sur Wikipédia, un utilisateur modifie le drapeau du Vatican : l'intérieur de la tiare est blanc, il le change en rouge. Cette erreur est basée sur le blason des armoiries du Vatican sur lequel l'intérieur de la tiare est présenté en rouge. De là, la fausse version se répand dans le commerce, mais également dans les emojis des réseaux sociaux,.
Wikipédia a de nouveau modifié le drapeau pour corriger l'erreur en 2022.